# Famille de Cornulier
La famille de Cornulier est une famille subsistante de la noblesse française, originaire de Bretagne. En 1668, elle a été maintenue dans la noblesse d'ancienne extraction sur une filiation prouvée remontant à 1487. Certains envisagent une origine plus ancienne (1380), celle de la maison de Cornillé, mais le lien entre les Cornillé et les Cornuliers n'est pas prouvé catégoriquement.
Implantée notamment dans le comté de Nantes (Nozay, Anetz, Saint-Herblon), la famille de Cornulier a donné plusieurs maires à la ville de Nantes. Orientée vers la magistrature plutôt que vers les armes, elle a donné plusieurs présidents à mortier au Parlement de Bretagne.

## Histoire

### Une origine hypothétique: la maison de Cornillé
D'après une ancienne tradition, rapportée par du Haillan, historiographe de France et généalogiste de l'ordre du Saint-Esprit, la famille de Cornulier aurait d'abord porté le nom de « Cornillé » et serait issue des anciens seigneurs de la paroisse de Cornillé, dans le diocèse de Rennes. 

#### Grégoire de Cornillé (vers 1380)
Elle descendrait d'un Grégoire de Cornillé, habile chasseur[pas clair], qui, vers l'an 1380, aurait été autorisé par le duc Jean IV de Bretagne à substituer à ses armes qui étaient d'argent à trois corneilles de sable, celles portées depuis par la famille de Cornulier. Il aurait aussi changé le nom de « Cornillé » en « Cornulier »,,,,.

#### Descendants de Grégoire de Cornillé
Ce Grégoire eut d'une alliance inconnue un fils, Guillaume, habitant de la paroisse de Mécé, qui figura sous le nom de Cornillé à la recherche de 1427 et sous le nom de Cornulier à celle de 1429. 
Le fils de celui-ci, Guillaume II de Cornillé, mort avant 1498, laissa trois fils, Yves de Cornillé, homme d'armes des ordonnances du roi en 1501, René de Cornillé, premier secrétaire de François de Laval, baron de Châteaubriant, marguillier de Saint-Jean de Béré en 1546, et Pierre, que l'on croit avoir été le même personnage que Pierre Cornullier, auteur de la famille de Cornulier actuellement existante.

### Controverses sur la filiation Cornillé-Cornulier
René Kerviler écrit qu'Ernest de Cornulier a essayé de démontrer dans la Généalogie de la maison Cornulier qu'il a publiée en 1863, qu'elle dérive directement de la branche de Mecé des Cornillé, par un changement de nom et d'armes et en a plaidé la probabilité, en l'absence de preuves certaines.
Gustave Chaix d'Est-Ange écrit « La communauté d'origine des Cornulier et des Cornillé n'a été acceptée qu'avec réserve par les principaux historiens de la noblesse de Bretagne, Potier de Courcy, Kerviler, Saulnier, etc. ».  Sur la filiation de la famille de Cornuilier, il ajoute « Les travaux de Lainé et de Potier de Courcy, d'accord avec les jugements de maintenue de noblesse du XVIIe siècle, font remonter la filiation de la famille de Cornulier à un Pierre Cornullier, sieur de la Haudelinière, en la paroisse de Nort, marié vers 1490 à Marie de Concoret, qui était en 1487 capitaine des arquebusiers de François de Laval, baron de Châteaubriant. D'après le travail de M. Ernest de Cornulier-Lucinière, ce Pierre Cornullier devrait être identifié avec un Pierre qui était le troisième fils de Guillaume II de Cornillé ».

### La famille de Cornulier de l'époque moderne
C'eest seulement à partir de la fin du XVe siècle qu'on dispose de renseignements sûrs sur la famille de Cornulier.
La famille de Cornulier donna deux branches principales dont les représentants furent maintenus dans leur noblesse d'ancienne extraction, le 17 novembre 1668 sur une filiation prouvée remontant à 1487,.
Régis Valette  dans son Catalogue de la noblesse française subsistante (2007) indique  que la famille de Cornulier est une noblesse d'ancienne extraction sur preuves de 1487. Il ne mentionne pas de titre de noblesse pour la branche subsistante de cette famille.

### Époque contemporaine
La famille de Cornulier a adhéré à l'Association d'entraide de la noblesse française (ANF) en 1946.

## Possessions

### Seigneuries et possessions nobles
À l'époque moderne, des membres de la maison Cornulier sont :
- seigneurs de La Touche (Nozay), de Lucinière, de La Haye, des Croix, des Gravelles, du Boismaqueau, du Meix, du Vernay, de la Caraterie, de La Parochère, de La Sionnière, de La Rivaudière, de Lorière, du Pesle, de Montreuil,
- barons de Montrelais et de Quintin en Vannes,
- barons puis comtes de La Roche-en-Nort, etc.[1].
- vicomtes de Rezé,
- comtes de Largouët et de Vair,
- marquis de Châteaufromont (de 1683 à 1738).

## Armes
Les armes de la famille se blasonnent ainsi :D'azur, au rencontre de cerf d'or, surmonté entre son bois d'une moucheture d'hermine d'argent.

## Titres
- Marquis de Châteaufromont par lettres patentes de septembre 1683 (éteint en 1738)[2].

## Personnalités notables

### Sous l'Ancien Régime (avant 1789)
- Pierre de Cornulier, seigneur de la Touche, mort en 1588, général des finances en Bretagne et maire de Nantes de 1569 à 1570.
- Claude de Cornulier (1568-1645), seigneur des Croix, de la Haye, de Gravelle et de la Touche, né à Nantes en 1568, mort dans la même ville le 15 novembre 1645, général des finances en Bretagne et maire de Nantes de 1605 à 1606.
- Pierre Cornulier (1575-1639), abbé de l'Abbaye Notre-Dame de Blanche-Couronne en 1612, évêque de Tréguier de 1617 à 1619 puis évêque de Rennes de 1619 à 1639.
- Claude de Cornulier (1633-1700), conseiller au Grand Conseil en 1655, président à mortier au Parlement de Bretagne,  marquis de Châteaufromont par lettres patentes de septembre 1683.
- Toussaint Charles François de Cornulier (1740-1779), président au parlement de Bretagne.
- Toussaint François Joseph de Cornulier (1771-1794), fils de Toussaint Charles François, entré dans la garde constitutionnelle de Louis XVI (1791-1792), émigré, guillotiné à 23 ans le 19 juillet 1794.
- Charles-René de Cornulier, président au parlement de Bretagne.

### XIXesiècleet début duXXesiècle
- Toussaint Jean Hippolyte de Cornulier (1789-1862), fils de Toussaint François Joseph, militaire, homme politique et industriel.
- Jean Baptiste Théodore Benjamin de Cornulier-Lucinière (1773-1824), officier et maire de Nort-sur-Erdre.
- Louis-Auguste de Cornulier (1778-1843), chef des insurgés vendéens, colonel et chevalier de Saint-Louis.
- Ernest de Cornulier-Lucinière (1804-1893), officier de marine, directeur de l'observatoire de marine au port de Lorient, écrivain.
- Hippolyte de Cornulier-Lucinière (1809-1886), militaire et homme politique.
- René de Cornulier-Lucinière (1811-1886), amiral et homme politique d'orientation monarchiste, maire de Nantes en 1874.
- Auguste de Cornulier de La Lande (1812-1886), maire de Saint-Hilaire-de-Loulay, conseiller général, sénateur de la Vendée de 1876 à 1886, siégeant sur les bancs monarchistes.
- Alfred de Cornulier-Lucinière (d) (1822-1855), militaire, servit en Algérie sous les ordres de Louis Juchault de Lamoricière, avant de participer à la guerre de Crimée sous les ordres de Patrice de Mac Mahon. C'est durant ce conflit qu'il fut tué à la Bataille de Malakoff en septembre 1855, alors qu'il était chef de bataillon de chasseurs à pied de la Garde impériale. La rue de Cornulier à Nantes, a été baptisée en son honneur[12],[13].
- Gontran de Cornulier (1825-1898), député du Calvados. Il participe à la fondation en 1864 de la société d’encouragement pour l’amélioration de la race du cheval français de demi-sang dont il devient le premier directeur[14].
- Raoul de Cornulier-Lucinière (1838-1898), général de division.
- Gustave de Cornulier-Lucinière (1855-1929), général de division. Il commandait en septembre 1914, la 5e division du corps de cavalerie rattaché à la VIe armée du général Maunoury. Il s'illustra durant la bataille de l'Ourcq, réalisant, avec un raid mené, le 9 septembre, jusqu'à l'Ourcq entre les lignes allemandes, « un des plus beaux faits d'armes à l'actif de la cavalerie »[15],[16].

### De nos jours
- Benoît de Cornulier, linguiste, professeur émérite de l'université de Nantes, spécialisé en métrique et en pragmatique.

### Galerie

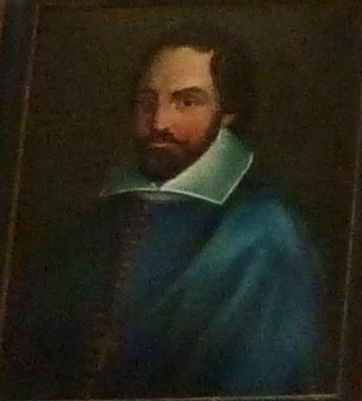
Mgr Pierre Cornulier (1575-1639)
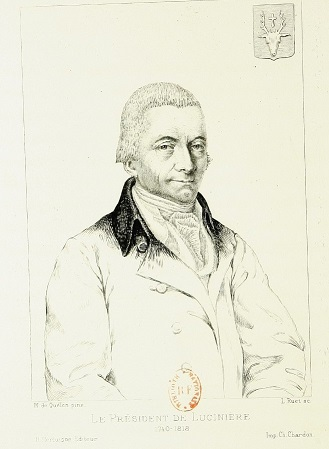
Le Président de Lucinière
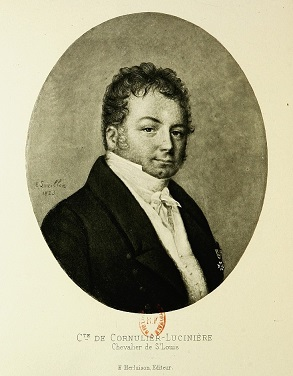
Jean-Baptiste Théodore Benjamin de Cornulier-Lucinière (1773-1824)
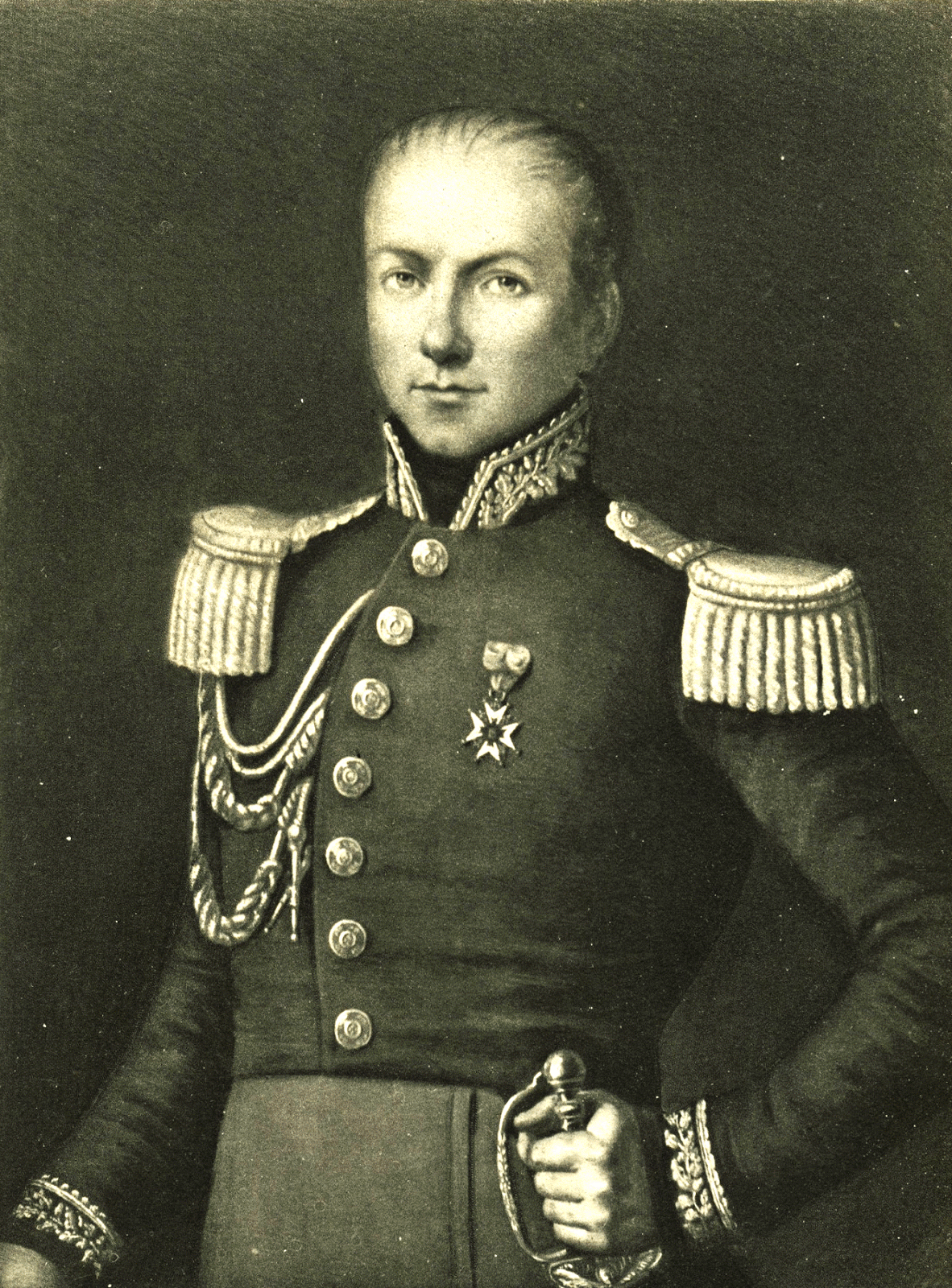
Louis-Auguste de Cornulier (1778-1843).
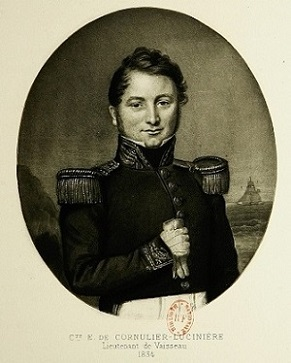
Ernest de Cornulier-Lucinière (1804-1893)
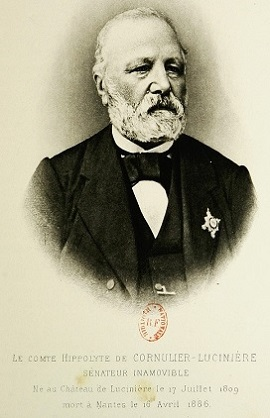
Hippolyte de Cornulier-Lucinière (1809-1886)
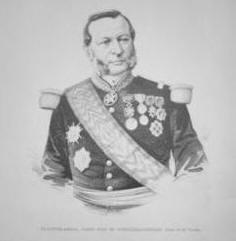
L'amiral René de Cornulier (1811-1886).
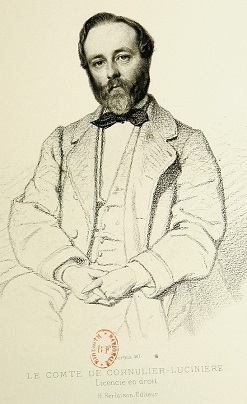
Théodore Gabriel Benjamin Charles de Cornulier-Lucinière (1817-1870)
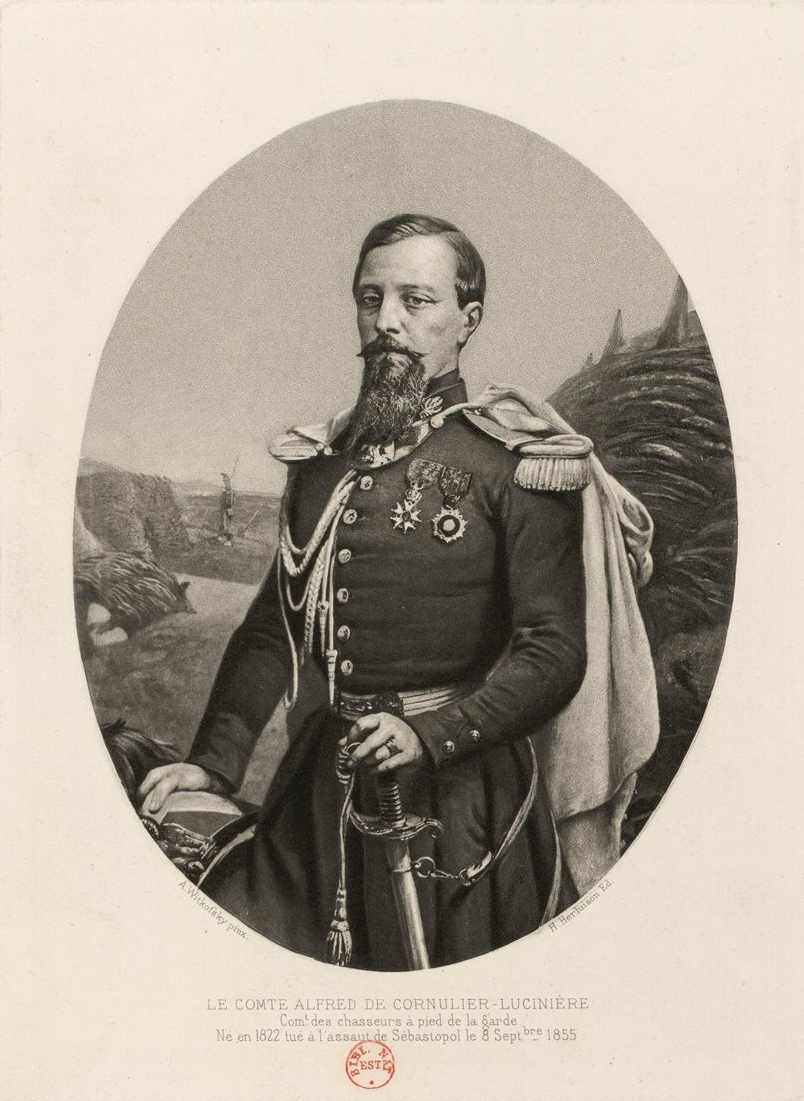
Alfred de Cornulier-Lucinière (1822-1855)
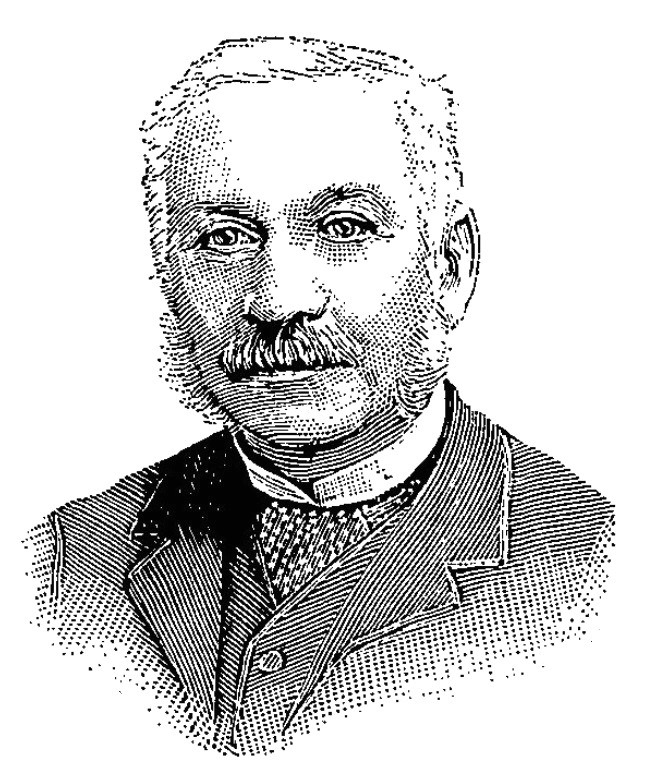
Gontran de Cornulier (1825-1898).

## Alliances
Les principales alliances matrimoniales de la famille de Cornulier sont : Champion de Cicé (1594), de la Noue (1604), de Goulaine (1620), du Bois de la Ferronnière (1627), de Charette (1635), Hay des Nétumières(1663 et 1766), de Trémereuc (1702) de Boislève (1719), de Montmorency (1718), du Dresnay (1740), de Saint-Pern (1787, 1788, 1815), du Merdy de Catuélan (1756, 1765), de Monti (1817), de Sesmaisons (1824), de Mauléon (1844), Le Doulcet de Méré (1847), d'Oilliamson (1802, 1898), Daniel de Boisdenemets (1877), de Cussy (1869), de Goyon, Desfriches-Doria (1799), de Lespinay (1810, 1833), de Lorgeril (1903), Boux de Casson (1707, 1870), de Becdelièvre (1735), de Kerméno (1628), du Bourblanc (1767), du Bahuno du Liscoët (1793), de Vélard (1866), de Couétus (1835, 1860), de La Tour du Pin (1838), du Couédic (1871), de Lambilly (1863), Law de Lauriston (1846), du Breil de Pontbriand (1908) etc.

## Hommages
- Hôtel de Cornulier, à Rennes
- Rue de Cornulier, à Nantes
- Prix de Cornulier, créé en l'honneur de Gontran de Cornulier (1825-1898))